# Hans Burggraf
Hans Burggraf (* 22. August 1927 in Höchst am Main; † 31. Dezember 2001 in Frankfurt am Main) war ein hessischer Politiker (CDU), Stadtrat in Frankfurt am Main und Abgeordneter des Hessischen Landtags.

## Ausbildung und Beruf
Hans Burggraf studierte Medizin an der Universität in Frankfurt am Main, promovierte zum Dr. med. summa cum laude und spezialisierte sich im Fachbereich der Psychotherapie. Er war seit 1949 Mitglied der katholischen Studentenverbindung KDStV Hasso-Nassovia Frankfurt am Main im CV.

## Politik
Burggraf war seit 1957 CDU-Mitglied und dort Vorsitzender der CDU Dornbusch von 1979 bis 2001. Seit 1971 gehörte er dem Kreisvorstand der CDU Frankfurt am Main an. Seit 1972 war er Mitglied des Landesvorstandes der CDU-Mittelstandsvereinigung, ab 1975 Vorsitzender und seit 1991 deren Ehrenvorsitzender. 
Von 1964 bis 1973 wurde er Stadtbezirksvorsteher und von 1972 bis 1977 Mitglied des Ortsbeirates 9. Kommunalpolitisch war er von 1977 bis 1991 als Mitglied der Stadtverordnetenversammlung Frankfurt und später als Stadtrat aktiv.
Er gehörte von 1982 bis 1983 und von 1991 bis 1999 dem Hessischen Landtag an. Während er 1982 über die CDU-Landesliste gewählt wurde, gewann er 1991 und 1995 den Wahlkreis Frankfurt am Main III. In den Legislaturperioden 1991 und 1995 war er Alterspräsident des Landtages.

## Ehrungen
Nach Burggraf wurde der Hans-Burggraf-Platz im Frankfurter Stadtteil Dornbusch benannt.
Hans Burggraf erhielt 1989 das Bundesverdienstkreuz am Bande.